# Alexander von Middendorf
Alexander Theodor von Middendorff (in russo Александр Фёдорович Миддендорф) (San Pietroburgo, 18 agosto 1815 – Hellenurme, 24 gennaio 1894) è stato uno zoologo ed esploratore russo di origini baltico-tedesche.
Middendorff nacque a San Pietroburgo, dove ricevette la sua prima educazione. In seguito studiò medicina all'università di Tartu, laureandosi nel 1837. Intraprese altri studi a Berlino, Erlangen, Vienna e Breslavia. Nel 1839 divenne Professore Assistente di Zoologia a Kiev. Poco dopo prese parte alla spedizione di Karl Ernst von Baer sulla penisola di Kola.
Dal 1843 al 1845 viaggiò attraverso la penisola del Tajmyr per conto dell'Accademia delle Scienze di San Pietroburgo. Pubblicò le sue scoperte in Reise in den äussersten Norden und Osten Sibiriens (Viaggi nell'estremo nord ed est della Siberia; 1848-75), che comprendono considerazioni degli effetti del permafrost sulla diffusione di animali e piante. Scrisse anche Die Isepiptesen Russlands (1855), un trattato sulle migrazioni degli uccelli in Russia, ed una monografia sui molluschi, Beiträge zu einer Malacozoologia Rossica (1848-9), in cui coniò il termine radula.
Morì a Hellenurme in Livonia, nell'attuale Valgamaa, in Estonia.
La locustella di Middendorff, il capo Middendorff (Novaja Zemlja), l'orso kodiak e il golfo di Middendorff (penisola del Tajmyr) commemorano il suo nome.